# Irene Dölling
Irene Dölling (o Irene Mayer-Dölling) (23 de diciembre de 1942) es una socióloga alemana. Actualmente profesora emérita de Estudios de la Mujer, habiéndose retirado de su función de dedicación exclusiva en la Universidad de Potsdam a principios de 2008.
Al tiempo de su jubilación su colega Regina Becker-Schmidt elogió a Dölling por cualidades que incluye su "obstinación creativa" ("("kreative Eigensinn")").

## Biografía

### Años tempranos
Nació durante la Segunda Guerra Mundial en Leicester, Inglaterra donde sus padres eran refugiados políticos.  La familia es étnicamente alemana y también miembros del Partido Comunista. Habían hecho campaña activamente en contra del nazismo durante los 1930s, y habían vivido en Checoslovaquia con pasaportes checoslovacos. En 1938 la Alemania nazi empezó un proyecto, utilizando fuerza militar, para incorporar Checoslovaquia a un estado alemán ampliado. Los Döllings huyeron a Gran Bretaña en 1939.
Su padre había trabajado en la industria textil antes de la guerra (y regresaría al comercio cuándo fue capaz de regresar al continente europeo). El trabajo de su madre era en la industria confeccionista. Irene, más tarde recordaría que su madre, como la mayor de seis hijos, se obligó a interrumpir sus estudios después de cuatro años, cuando su propia madre - abuela de Irene - cayó enferma, y esa hija mayor fue llamada a cuidar de la familia.

### Zona de ocupación soviética/República Democrática Alemana
Dölling todavía sin 3 años, cuando la guerra acabó en mayo de 1945. Durante el periodo de expulsión étnica de alemanes de Checoslovaquia ya no era ninguna cuestión de la familia Dölling, de habla alemana, de regresar a Checoslovaquia, donde habían vivido hasta 1939. En cambio se establecieron en la zona de ocupación soviética en que había quedado la Alemania. Por 1946 su padre regresó para trabajar en textiles, e Irene creció como una de sus dos hijos en una casa de familia que ella recordaría más tarde como aficionado a los libros e intelectualmente estimulante. Entretanto, la zona de ocupación soviética devenía, formalmente en octubre de 1949, en la República Democrática Alemana, un estado alemán del este solo patrocinado por la Unión Soviética en qué su partido único hacía arreglos constitucionales modelados. Fue aquí que Dölling hizo su vida hasta la separada Alemania del Este disuelto en 1989/90. En 1961 Dölling pasó sus exámenes escolares finales Abitur en Berlín.
Entre 1961 y 1966 estudió ciencia biblioteconomía y filosofía en Berlín Humboldt Universidad. La ciencia de biblioteconomía representó un ticket de trabajo, y la filosofía le devino un interés duradero . La filosofía en ese tiempo se enseñaba dentro del marco de marxismo oficialmente definido. Después de obtener su grado, es docente de Humboldt como ayudante de búsqueda y trabajando para su doctorado que recibió en 1970. Su disertación se tituló "Sobre las teorías marxistas de las fuerzas de conducción de los comportamientos prácticos de los individuos: algunas precondiciones la de teoría cultural socialista y sociedad". Su habilitación la obtuvo en 1976.

### República Federal alemana
Irene cofundó, con Hildegard Maria Níquel (de), el Centro de interestudios de género disciplinario (ZtG / Zentrum für transdisziplinäre Geschlechterstudien) en la Universidad Humboldt de Berlín el 8 de diciembre de 1989.   En 1990 devino primera directora de Investigaciones.
En 1994 se traslada definitivamente, aunque no muy lejano, convirtiéndose en profesora de estudios de mujeres en la Facultad de Ciencias Económicas y Sociales en la Universidad de Potsdam. Allí siguió hasta su jubilación en 2008.   Además de enseñar,  continuó publicando su trabajo propio así como sirviendo en los consejos consultivos científicos de varias revistas académicas en Alemania e internacionalmente.